# Moyon
Moyon foi uma comuna francesa na região administrativa da Normandia, no departamento Mancha. Estendia-se por uma área de 24,04 km². Em 2010 a comuna tinha 1 488 habitantes (densidade: 61,9 hab./km²).
Em 1 de janeiro de 2016, passou a formar parte da nova comuna de Moyon Villages.